# Magnolia blumei
Magnolia blumei är en magnoliaväxtart som beskrevs av Karl Anton Eugen Prantl. Magnolia blumei ingår i släktet Magnolia och familjen magnoliaväxter.

## Underarter
Arten delas in i följande underarter:
- M. b. blumei
- M. b. sumatrana

## Bildgalleri

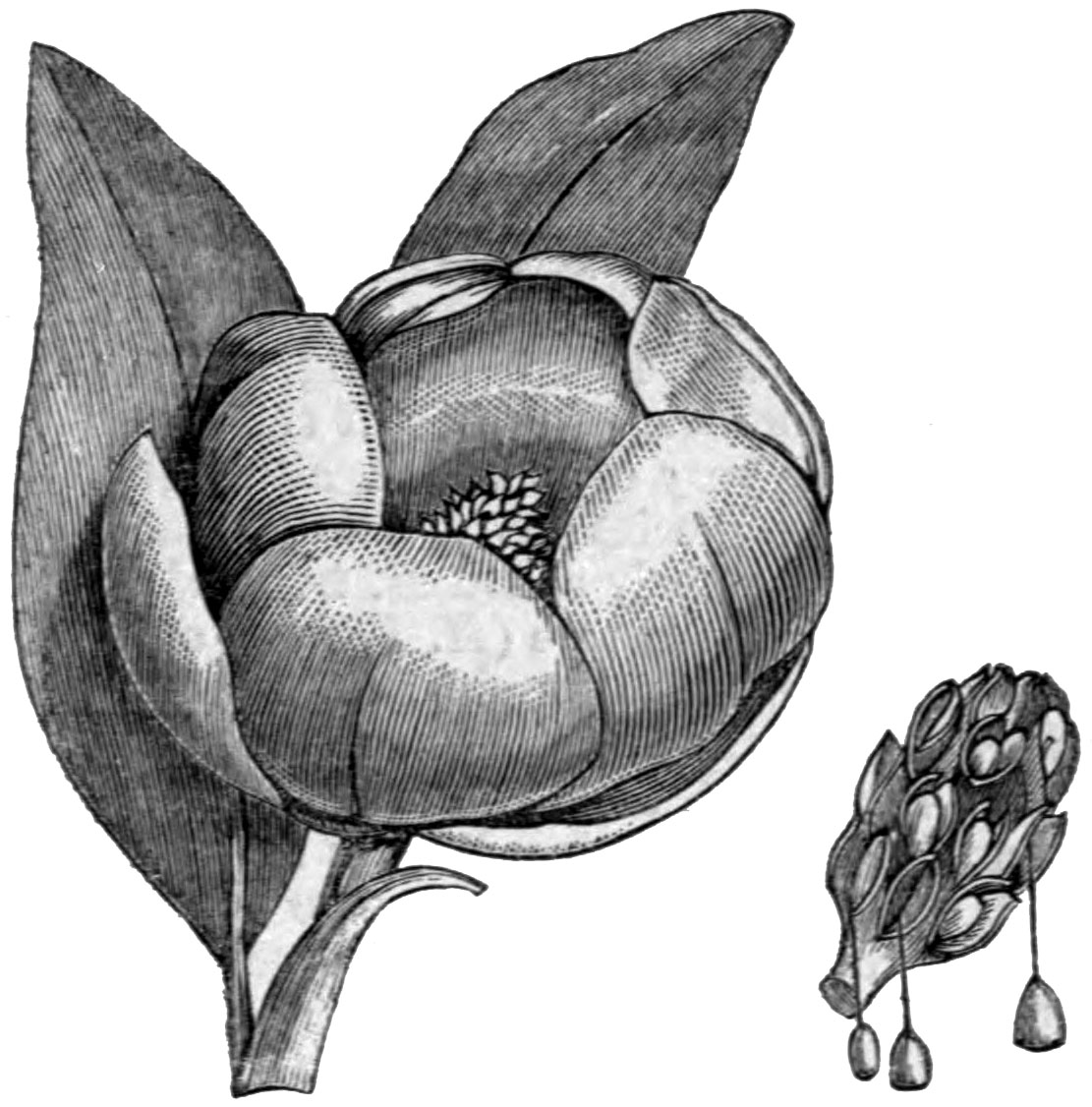